# Larissa Saint-Jacques
Pour les articles homonymes, voir Saint-Jacques.
Larissa Saint-Jacques, née le 11 août 1979, est une haltérophile française.
Elle est sacrée championne de France dans la catégorie des moins de 58 kg en 2003, 2004, 2006 et 2010 et dans la catégorie des moins de 69 kg en 2015.